# Ронов на Доубрави
Ронов на Доубрави (чеш. Ronov nad Doubravou) град је у Чешкој Републици. Град се налази у управној јединици Пардубички крај, у оквиру којег припада округу Хрудим.

## Становништво
Према подацима о броју становника из 2014. године град је имао 1.696 становника.